# غويلرمو زاباتا
غويلرمو زاباتا (بالإسبانية: Guillermo Zapata) هو منافس ألعاب قوى كولومبي، ولد في 1928.

## وصلات خارجية
- غويلرمو زاباتا على موقع اللجنة الأولمبية الدولية (الإنجليزية)
- غويلرمو زاباتا على موقع أوليمبيديا (الإنجليزية)